# Union Krankenversicherung
Die Union Krankenversicherung AG (UKV) mit Sitz in Saarbrücken ist ein privater Krankenversicherer. Die Versicherungskammer Bayern (VKB) ist über die Consal Beteiligungsgesellschaft mit 90 Prozent und über die Bayerische Beamtenkrankenkasse (BBKK) mit den restlichen 10 Prozent an der UKV beteiligt.
Zum Jahresende 2019 verzeichnete die UKV 1,3 Mio. Kunden. Die UKV bietet neben der privaten Krankenvollversicherung auch Krankenzusatz-, Reisekranken-, Pflege- und Beihilfeversicherungen an.

## Geschichte
Die UKV wurde 1979 gegründet. 2000 gründete die UKV mit dem luxemburgischen Versicherer Le Foyer das gemeinsame Krankenversicherungsunternehmen Le Foyer Santé in Luxemburg.